# Crater-Lakes-Nationalpark
Der Crater-Lakes-Nationalpark  (engl.:  Crater Lakes National Park) ist ein Teil der Wet Tropics of Queensland in Australien. Der Nationalpark mit zwei Maaren ist in die Liste des UNESCO-Welterbes und in der nationalen Naturschutzliste eingetragen. Als zwei unabhängige Nationalparks wurden der Lake-Barrine-Nationalpark und der Lake-Eacham-Nationalpark bereits 1934 ausgewiesen, bevor sie 1994 zusammengelegt wurden.

## Lage
Der Nationalpark befindet sich im Atherton Tableland etwa 60 Kilometer südlich von Cairns; der dem Park nächstgelegene Ort ist Yungaburra.
Der Park mit einer Größe von nicht ganz zehn Quadratkilometern ist zweigeteilt. Die beiden Gebiete umgeben je einen der beiden namensgebenden Seen.
In der Nachbarschaft liegen die Nationalparks Gadgarra, Little Mulgrave, Yungaburra und Curtain Fig.

## Kraterseen
Im Crater-Lakes-Nationalpark befinden sich zwei Vulkanseen, Lake Barrine und Lake Eacham, die acht Kilometer auseinander liegen. Sie entstanden durch vulkanische Aktivität, als glühende Lava im Kontakt mit Grundwasser explodierte und Krater schuf, die sich im Laufe der Zeit mit Regenwasser füllten.
Die Seen sind von Regenwäldern umgeben, in denen Brettwurzel-, Würgefeige- und Kauri-Bäume sowie Kletter- und Aufsitzerpflanzen wachsen.

## Flora und Fauna
Im Naturschutzgebiet leben mehr als 180 Vogelarten, Hypsilurus boydii, Moschusrattenkänguru, Australischer Amethystpython (mit 3 bis 5 Metern Länge die größte Schlange Australiens), Bandicoots, Breitfuß-Beutelmäuse, Possum, Ratten, Fledertiere, Kängurus, Frösche und Reptilien. Ferner gibt es zahlreiche Schmetterlinge wie Papilio ulysses, die östliche Australische Wasseragame und Hypsilurus boydii. Im westlichen Teil des Lake Eacham, ein Maar, sind einige der seltenen in Australien endemischen Schildkrötenarten anzutreffen. Bis in der Mitte der 1980er Jahre kam hier auch der in dem See endemische Regenbogenfisch Melanotaenia eachamensis vor, der mittlerweile verschwunden ist. Die Art hat allerdings durch Züchtungen überlebt. Zu den etwas größeren Echsen des Nationalparks zählt der Gebänderte Baumwaran (Varanus scalaris), welcher in der Bruchwaldzone des Crater-Lakes lebt.

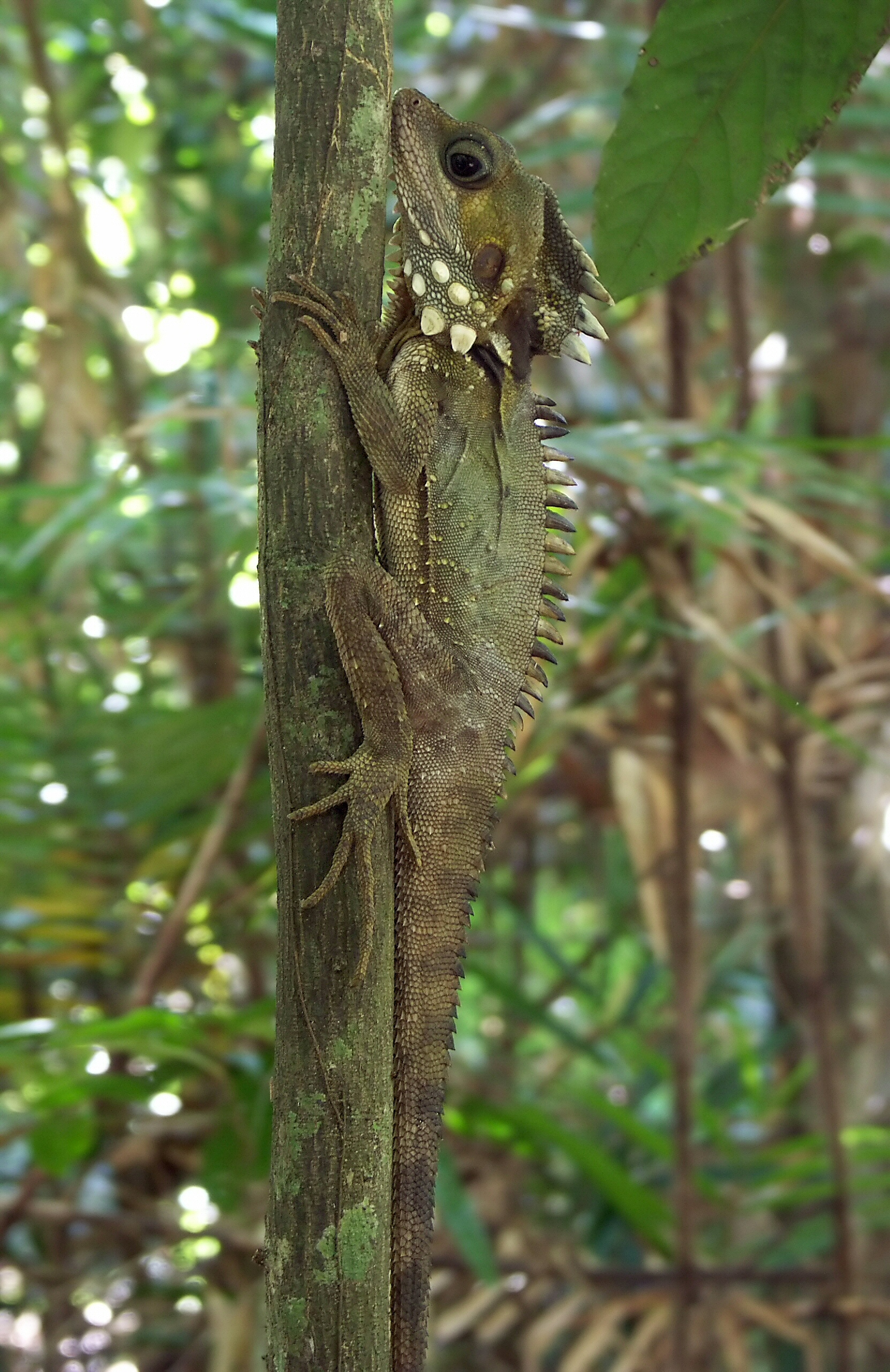
Boyd’s forest dragon
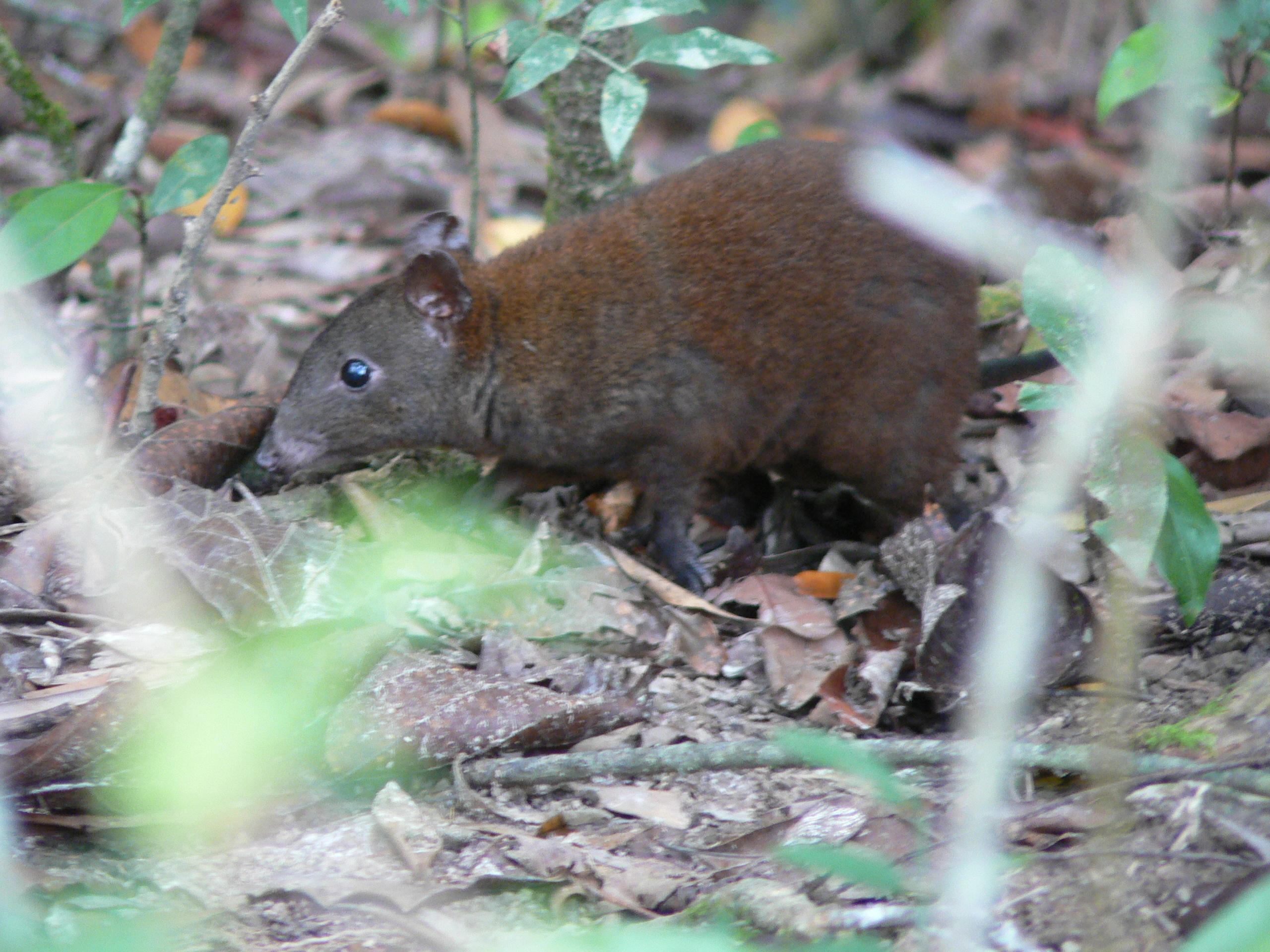
Moschusrattenkänguru
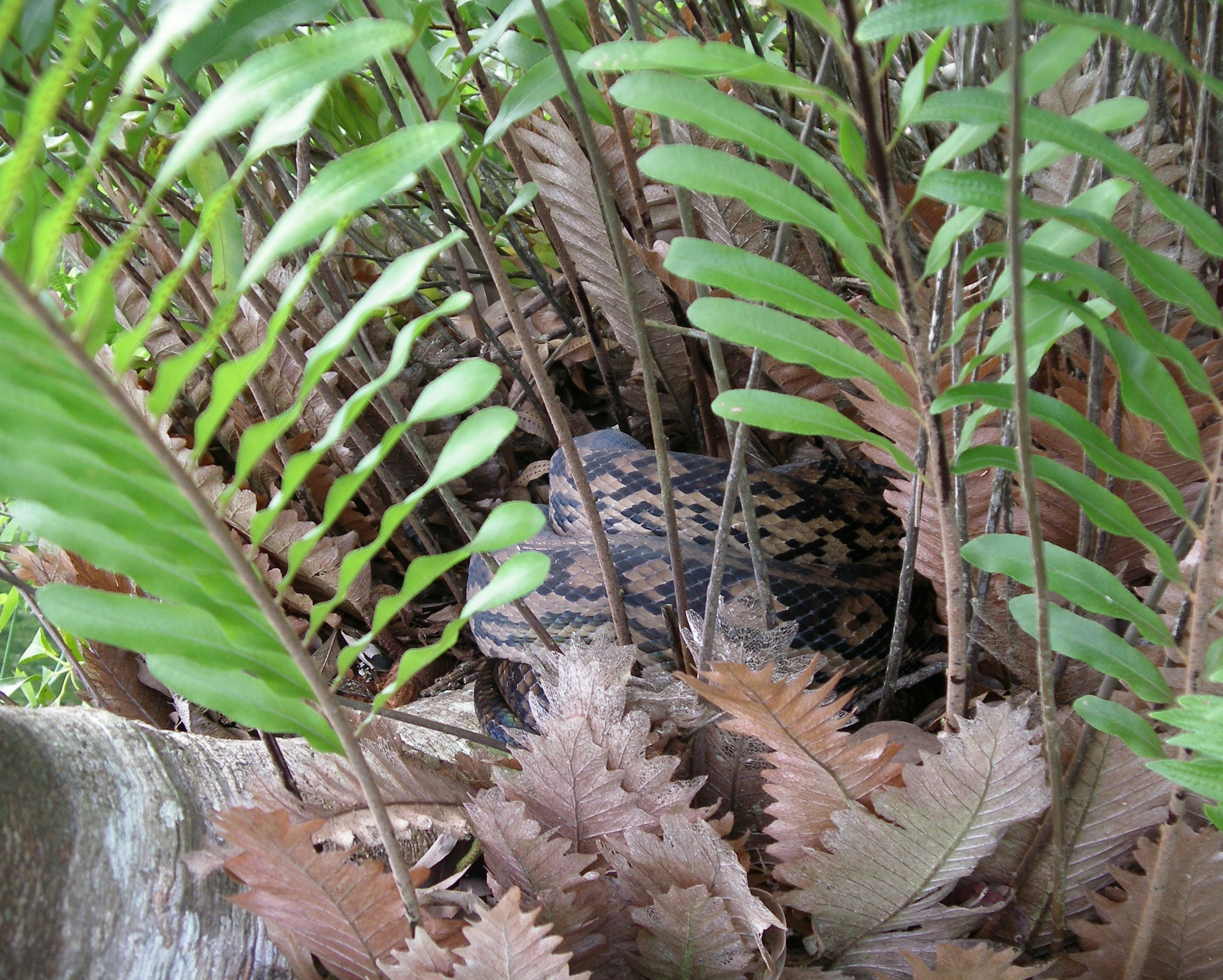
Australischer Amethystpython am Lake Barrine
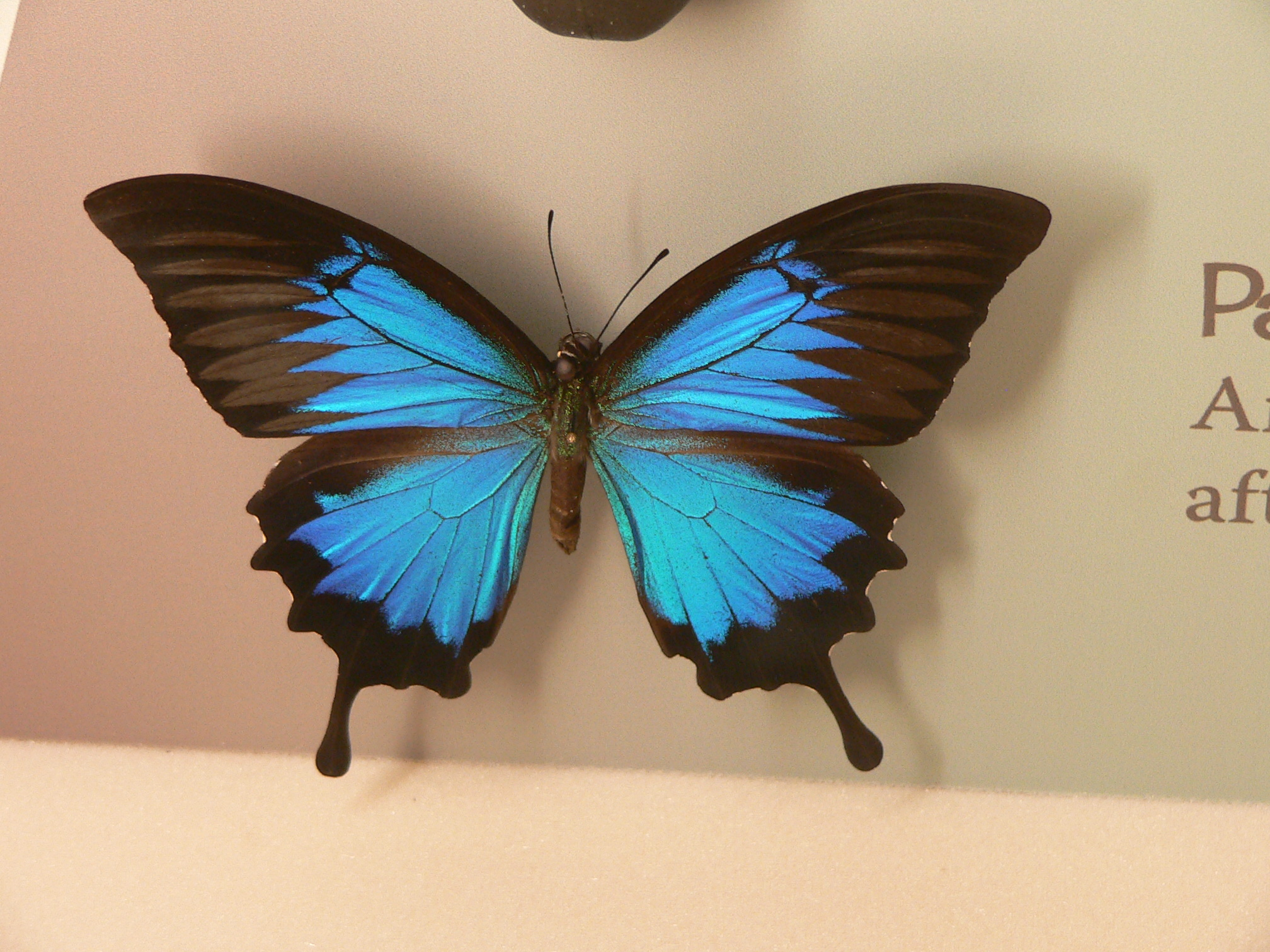
Papilio ulysses
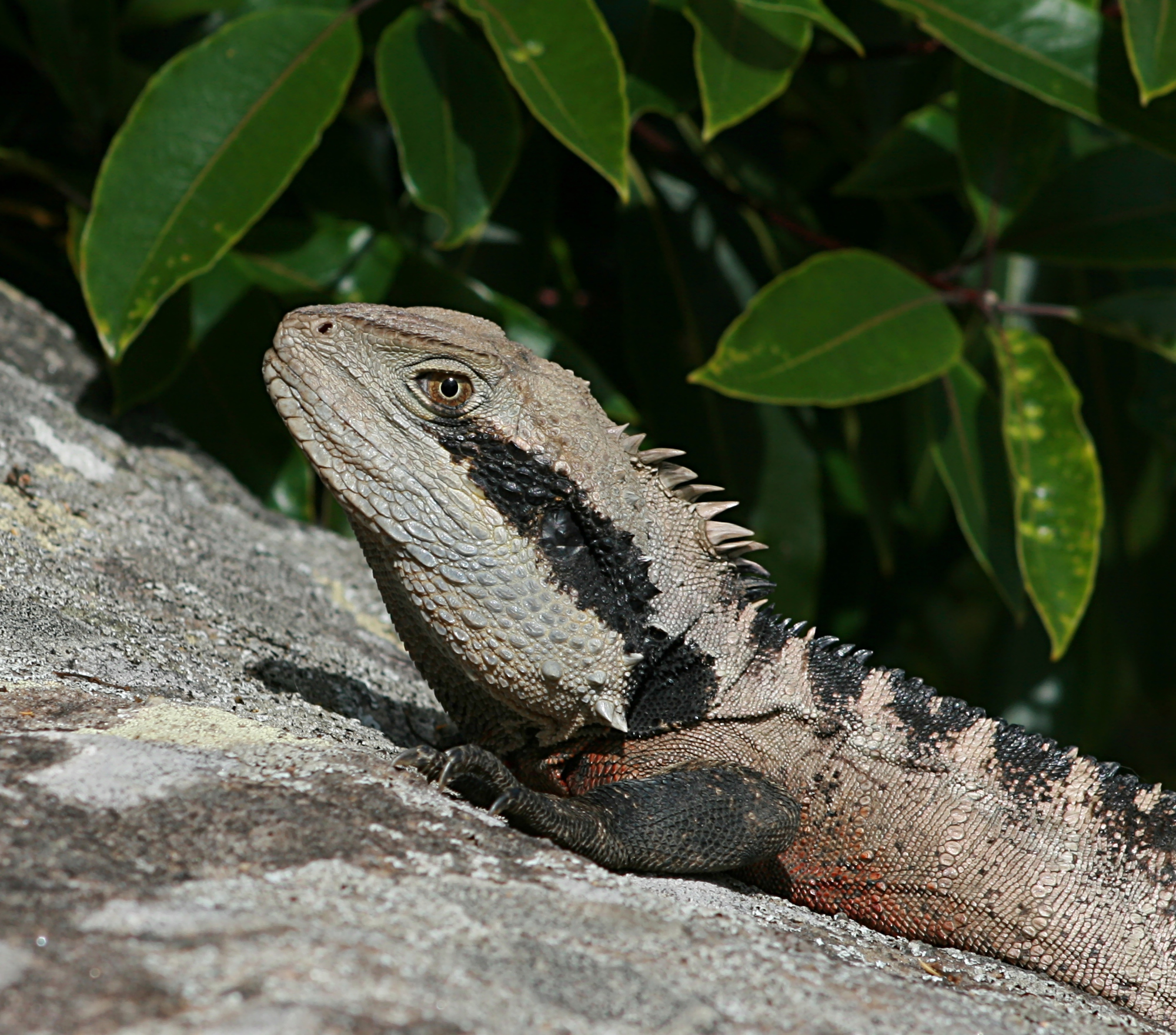
Australische Wasseragame

## Tourismus
Die Seen bieten Erholungssuchenden Möglichkeiten zum Wandern, Schwimmen und Picknick. Beide Kraterseen haben ausgewiesene Plätze mit Picknicktischen mit Sonnenschutz, Trinkwasser und Toiletten. Am Lake Eacham gibt es Barbecuetische mit Gas. Wanderwege führen die Besucher um die Seen. Nahe der Seen gibt es Hütten zur Selbstversorgung nebst Unterkünften in Mareeba und Yungaburra.